# Ocotea obliqua
Ocotea obliqua är en lagerväxtart som beskrevs av A. Vicentini. Ocotea obliqua ingår i släktet Ocotea och familjen lagerväxter. Inga underarter finns listade i Catalogue of Life.